# 13-я Кубанская казачья кавалерийская дивизия
13-я Куба́нская каза́чья кавалери́йская диви́зия (13-я кд) — кавалерийская дивизия в составе Вооружённых сил СССР во время Великой Отечественной войны, существовавшая с 12 февраля по 27 августа 1942 года.

## Предыстория
С июля 1941 года на Кубани начались создаваться отряды народного ополчения и истребительные батальоны. По решению Краснодарского краевого комитета партии и Краевого исполкома депутатов трудящихся от 25 октября 1941 года стали формироваться конные казачьи подразделения из людей непризывного возраста. Каждый район Кубани формировал сотню добровольцев. 75% казаков и командиров были участниками Гражданской войны.
В ноябре 1941 года сотни свели в полки, а из полков составили кубанские казачьи кавалерийские дивизии.

### Формирование
13-я Кубанская казачья кавалерийская дивизия сформирована в Краснодарском крае в феврале 1942 года как 13-я Кубанская казачья дивизия. В её состав вошли 24, 29 и 32-й Кубанские казачьи кавалерийские полки и другие части. Основу соединения составили добровольческие конные сотни казачьего народного ополчения Краснодарского края, в которых до 75% личного состава являлись участниками Гражданской войны. От Адыгейской автономной области сформирован Адыгейский полк (впоследствии 40-й гвардейский кавалерийский Кубанский казачий Барановичский Краснознамённый орденов Кутузова и Александра Невского полк) 
После сформирования дивизия была включена в 17-й с 27 августа 1942 года 4-й гвардейский Кубанский казачий кавалерийский корпус, в котором действовала до конца войны.
Вначале вместе с другими соединениями корпуса входила в состав войск Северо-Кавказского военного округа, с 20 мая — Северо-Кавказского фронта.
В мае — июле 1942 года дивизия обороняла побережье Азовского моря на рубеже Ольгинская, Свистельников.
1 августа 1942 года дивизия была переброшена на реку Ея, в район западнее станицы Кущевской, где вместе с Майкопской танковой бригадой 2 августа 1942 года впервые вступила в бой с немецко-фашистскими захватчиками. В ожесточённых боях казаки уничтожили более 700 солдат и офицеров вермахта, 30 орудий и миномётов, свыше 30 автомашин.
За боевые заслуги и проявленные личным составом в боях с немецко-фашистскими захватчиками отвагу, мужество, дисциплину и героизм 27 августа 1942 года дивизия была преобразована в 10-ю гвардейскую Кубанскую казачью кавалерийскую дивизию

Дивизия закончила войну под Прагой как 10-я гвардейская казачья кавалерийская Кубанско-Слуцкая Краснознамённая орденов Суворова, Кутузова и Богдана Хмельницкого дивизия.

## Боевой состав[3]
- 24-й Кубанский казачий кавалерийский полк
- 29-й Кубанский казачий кавалерийский полк, Адыгейский полк (впоследствии 40-й гвардейский кавалерийский Кубанский казачий Барановичский Краснознамённый орденов Кутузова и Александра Невского полк)
- 32-й Кубанский казачий кавалерийский полк
- др. части

## Командиры
- полковник Цепляев, Никита Фёдорович (26 января — 20 июня 1942)
- полковник, с 27 августа 1942 генерал-майор Миллеров, Борис Степанович (20 июня 1942 — 23 ноября 1943)

## Увековечение памяти

Памятник воинам 4-го гвардейского Кубанского кавалерийского казачьего корпуса (станица Кущёвская)

- На въезде в станицу Кущёвскую установлен памятник казакам 4-го  гвардейского Кубанского кавалерийского казачьего корпуса.